# 孝元貞皇后
孝元貞皇后（1580年—1613年），郭氏，明光宗朱常洛嫡妃，顺天人。
父亲郭维城以女之貴而封博平伯，後晋博平侯。郭维城逝世後，由郭氏之兄長郭振明承襲爵位，侄子为都指挥佥事授郭从龙、锦衣卫指挥佥事郭起龙。

## 生平
郭氏于萬曆二十九年（1601年），经过选秀成為太子朱常洛之妃。生长女怀淑公主。万历四十一年（1613年）十二月二十四日薨逝，谥號恭靖太子妃。
後來，太子朱常洛即位，是為明光宗，但光宗在位29日後便駕崩，來不及追封郭氏。一直到明熹宗即位后，才上嫡母郭氏諡號為孝元昭懿哲惠莊仁合天弼聖貞皇后，迁葬庆陵，祔廟。

## 影視形象

### 電視劇
- 2017年《超時空男臣》：由王君馨飾演

## 延伸阅读
[在维基数据编辑]
 《明史卷一百一十四》，出自《明史》
 在维基共享资源阅览影像